# Université de Newcastle (Australie)
Pour l’article homonyme, voir Université de Newcastle upon Tyne.

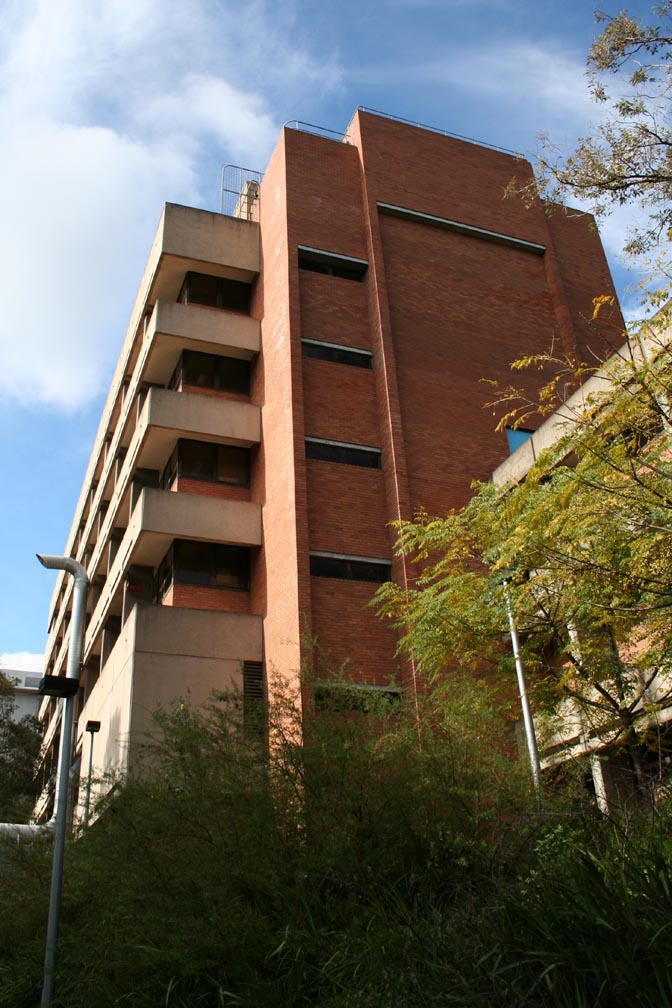
La faculté de médecine.

L'université de Newcastle (en anglais, University of Newcastle ou de façon informelle UoN) est une université publique australienne qui a été créée en 1965. Son campus principal est situé à Callaghan, une banlieue de Newcastle, en Nouvelle-Galles du Sud. L'université a des campus à Ourimbah, Port Macquarie, Singapour et Sydney centre-ville.
L'université a environ 15 256 étudiants inscrits à temps plein et 15 080 à temps partiel (dont plus de 23 948 en premier cycle).
Historiquement, la faculté de médecine de l'université de Newcastle a mis en place le système d'apprentissage pour le programme du premier cycle en médecine, un système qui plus tard, sera rendu obligatoire par l’Australian Medical Council dans toute l'Australie.
L'université de Newcastle est membre des Innovative Research Universities (universités de recherche innovante) (IRU Australie).

## Facultés et écoles
- Faculty of Business and Law :
  - School of Law
  - School of Business and Management
  - Newcastle Graduate School of Business
  - School of Economics, Politics & Tourism
- Faculty of Education and Arts :
  - Wollotuka School of Aboriginal Studies
  - School of Drama, Fine Art & Music (y compris le Conservatorium)
  - School of Education
  - School of Humanities and Social Science
- Faculty of Engineering and the Built Environment :
  - School of Architecture and the Built Environment
  - School of Engineering
  - School of Electrical Engineering and Computer Science
- Faculty of Science and Information Technology :
  - School of Psychology
  - School of Design, Communication and IT
  - School of Environmental and Life Sciences
  - School of Mathematical and Physical Sciences
- Faculty of Health :
  - School of Biomedical Sciences and Pharmacy
  - School of Health Sciences
  - School of Medicine and Public Health.
  - School of Nursing and Midwifery

## Professeurs célèbres
- Ngamta Thamwattana, mathématicienne.

## Élèves célèbres
- Karlie Alinta Noon, astronome aborigène australienne.
- Thaisa Erwin, cavalière australienne de saut d'obstacles